# √0
『√0』（ルートラブ）は、九州男の3枚目のメジャーミニアルバムである。2012年12月19日に発売された。発売元はワーナーミュージック・ジャパン。

## 解説
- 前作『97%』から約1年6ヵ月ぶりのリリース。
- 初回限定盤には新曲「背中合わせ」と配信シングル「maestro」のPVを収録したDVDが付属される。

## 収録曲

### CD
1. 背中合わせ
本作のリード楽曲。
2. maestro
配信シングル
3. no time limit
4. 逆光
TBS系列「王様のブランチ」エンディングテーマ
5. 九州男進化論
自身のこれまでの人生と未来予想図を歌にした楽曲。
歌詞は赤子期→小学期→中学期→高校期→ニート期→バイト期→クラブデビュー期→ジャマイカ移住期→帰国期→上京期→デビュー～武道館期→結婚期（ここからが未来予想図）→チャンポン屋期→老齢期の順に分けられている。
HOME MADE 家族のDJ、U-ICHIが作曲で参加している。
6. きみとマフラーとあまのじゃく
自身初のクリスマスソング。
7. 未来へTRY〜勇気の絵本〜
西日本シティ銀行CMソング
8. 2012.4.13 日本武道館 LIVE OP スペシャルメドレー
2012年4月13日に行なわれた日本武道館でのライブ音源が収録されている。
曲順は「Musical Messenger」→「try again」→「一撃」→「ONE」→「a who dat?」→「New Birthday [full version]」となっている。

### DVD
1. 背中合わせ (Music Video)
2. maestro (Music Video)